# ProRail

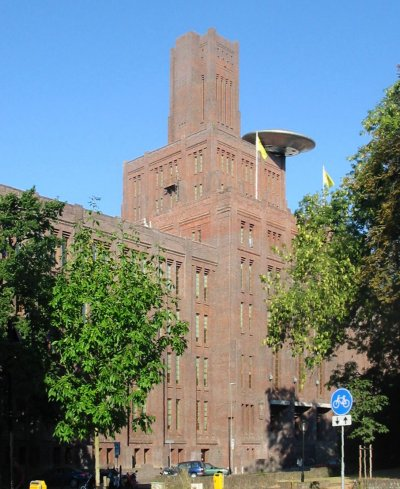
La seu de ProRail a, coneguda com De Inktpot, amb l'OVNI

ProRail és una organització del govern dels Països Baixos que te cura del manteniment i ampliació de la infraestructura de xarxa de ferrocarril nacional (exceptuant el metro o tramvia), de l'assignació de la capacitat ferroviària així com el control de trànsit. Prorail forma part del NS Railinfratrust, el propietari de la infraestructura de ferrocarril neerlandès.
Està format per les següents organitzacions:
- Railinfrabeheer (Administració d'Infraestructura del rail, RIB)
- Railned (Assignació de capacitat del ferrocarril) (planificació més de 52 hores abans del dia del servei de tren)
- Railverkeersleiding (Control de trànsit) (planificació de 52 hores abans del dia del servei de tren)

La capacitat de rail subministrada per ProRail és utilitzada per diversos operadors de transport públics: Nederlandse Spoorwegen (NS), Arriva, Syntus, Veolia, NS Hispeed, i Connexxion. I el que principalment opera dins Alemanya: DB Regionalbahn Westfalen. Així com els operadors de càrrega Railion, Ferrocarrils d'ERS, ACTS, etc.
I més petits FOC com: Rail4Chem (ara propietat de Veolia), Veolia Cargo, Rotterdam Railfeeding, Bentheimer Eisenbahn, HGK, Portfeeders (part d'ACTS), i SNCF Fret
Les oficines d' Utrecht es troben a les oficines anteriors de Nederlandse Spoorwegen (coneguda com a De Inktpot), l'edifici de maó més gran dels  Països Baixos. L'edifici actualment presenta un "OVNI" en la seva façana resultant d'un programa d'art de l'any 2000.

## Finançament
El finançament de ProRail és proporcionada per una subvenció del govern així com un cost pagat pels operadors de ferrocarril (anomenat infraheffing). El 2006, la subvenció de govern fou de 1 € bilió i el infraheffing total fou d'aproximandament 200 € milions. La quota que els operadors de transport públic han de pagar per aquest és inferior al seu cost, però es va incrementant. El 2003 foren 0.64 € per km de tren i de 0,54 € a 2,16 € per parada en estació.